# Nội sử Đằng
Nội sử Đằng (chữ Hán: 內史騰; ? - ?), tên Đằng (騰), Thông giám còn ghi nhầm là Thắng (勝), không rõ họ, có thể là họ Tân (辛), tướng lĩnh nước Tần thời Chiến Quốc. Thời Tần Thủy Hoàng đảm nhận chức Nội sử, phụ trách việc quản lý kinh sư nhà Tần.

## Binh nghiệp
Năm 231 TCN, nước Hàn xin thần phục Tần, rồi cắt dâng đất Nam Dương cho Tần. Tháng 9, Tần vương phái Đằng vốn là tướng cũ của Hàn đến tiếp nhận đất dâng, do ông đại diện coi sóc Nam Dương. Năm sau (230 TCN), Đằng phụng mệnh đánh nước Hàn và bắt sống Hàn vương An, lấy lãnh thổ nước này đặt làm quận Dĩnh Xuyên.
Quay trở lại thời Tần Chiêu Tương vương năm 277 TCN, Bạch Khởi cầm quân đánh Sở, chiếm được đất Dĩnh rồi đặt làm Nam quận, vì Nam quận tiếp giáp nước Sở cũng đủ để quân Tần tiến đánh sau lưng nước này. Sau khi Tần vương Chính tiêu diệt nước Hàn, chuẩn bị đánh nước Sở, nhân tiện lệnh cho Đằng đem quân đồn trú tại Nam quận.
Năm 229 TCN, Đằng đến Nam quận đặt ra luật pháp nghiêm minh và ban bố văn cáo gửi các huyện, hương. Kế đó lại ra lệnh sai người công bố văn thư nói rõ đạo làm quan. Hai thiên văn cáo của ông, đã được khai quật vào những năm gần đây trong mộ An Lục lệnh Hỉ ở Vân Mộng đất Tần, văn cáo đặt trên đầu và bụng chủ nhân ngôi mộ được cho là thuộc cấp của Đằng. Ngay khi nước Tần thống nhất thiên hạ, Đằng nhận lệnh triều đình giữ chức Nội sử, phụ trách quản lý sự vụ đô thành Hàm Dương rồi về sau mất lúc đương chức.